# British Journal of Clinical Pharmacology
Das British Journal of Clinical Pharmacology, abgekürzt Br. J. Clin. Pharmacol., ist eine wissenschaftliche Zeitschrift, die monatlich von der British Pharmacological Society herausgegeben wird. Die erste Ausgabe erschien im Februar 1974. Ab 2013 wird die Zeitschrift ausschließlich online erscheinen.
Es werden Artikel und Berichte zu allen Aspekten der Arzneimittelwirkung im Menschen veröffentlicht. Neben Originalarbeiten werden auch Übersichtsarbeiten, Kommentare und Korrespondenzen publiziert. Die Kongressberichte der Klinischen Sektion der Britischen Pharmakologischen Gesellschaft werden als Abstractband veröffentlicht.
Der Impact Factor lag im Jahr 2014 bei 3,878. Nach der Statistik des ISI Web of Knowledge befindet sich die Zeitschrift mit diesem Impact Factor in der Kategorie Pharmakologie und Pharmazie an 45. Stelle von 254 Zeitschriften.
Chefherausgeber ist James M. Ritter (King’s College London, Großbritannien).